# Feudalismo en el Tíbet

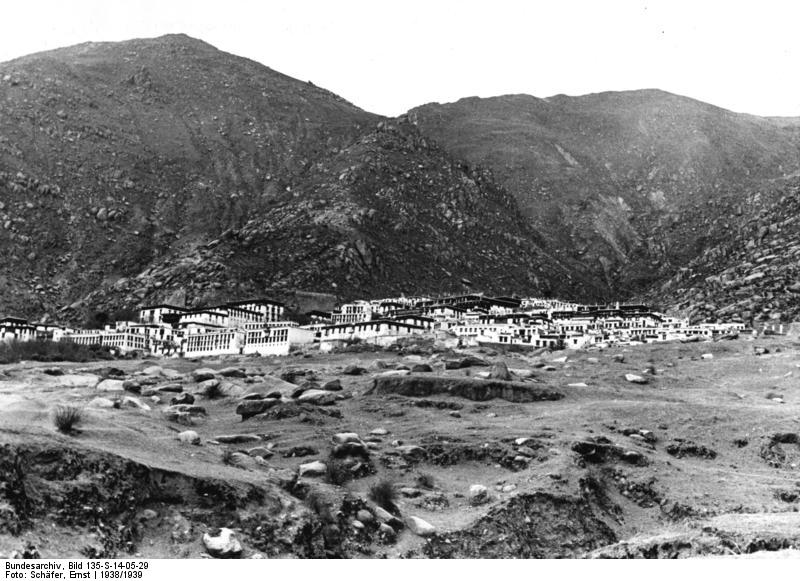
Según Melvyn C. Goldstein, el monasterio de Drepung en 1959 era propietario de 151 feudos agrícolas y 540 áreas de pastos a los que estaban adheridas de forma hereditaria toda una población de familias campesinas que trabajaban en las tierras del monasterio sin cobrar salario y bajo el regímen de la corvea obligatoria.

El feudalismo en el Tíbet fue el sistema teocrático feudal que existió en el Tíbet entre el siglo XI, cuando se empieza a imponer el budismo en el Tíbet, aunque este ya habría llegado en el siglo VII a la región y 1950, cuando China ocupó la región y la anexionó a su territorio. Desde entonces, ha habido distintas manifestaciones por la independencia.

## Historia
Tíbet, según el sociólogo español José Antonio Egido, está instalado en el corazón de Asia y ha pertenecido a China desde hace más de 700 años, pero habría quedado marginado debido a la precariedad de las comunicaciones con la «gran nación». El budismo entra en esa zona del Himalaya allá por el siglo VII y lo hace como fórmula religiosa de «unos señores feudales» mientras los tibetanos de a pie practican ritos chamanistas. En el siglo XI y siglo XII se empiezan a construir numerosos monasterios dirigidos por monjes llamados «lamas». Según Egido, la dinastía china de los Ming protege de manera oficial al budismo tibetano hasta el año 1644, cuando otra corriente reformadora impone otra disciplina. En 1642, el mongol Güshi Khan, jefe de la tribu de los Qoshot, invade el Tíbet, derroca al rey Tsang e instala en su lugar al abad del monasterio gelug de Drepung, Ngawang Lobsang Gyatso, que fue el primer dalái lama con poder político. Empezó entonces el segundo período teocrático del Tíbet, un régimen feudal que duró tres siglos, hasta la anexión del Tíbet por la República Popular China. Esta teocracia se caracterizaba por la supremacia absoluta de los clérigos budistas y la subordinación de los laicos.
En los siglos posteriores el Tíbet se enfrentaría a periodos de fragmentación, a principios del siglo XX se dividió en dos áreas de influencia, una británica, y otra china. La resistencia pro-teocrática tibetana a la ocupación china entre 1949 y 1959 fue duramente socavada. El Dalái lama huyó con un numeroso séquito a la India desde donde continúa intentando hacer valer su influencia sobre la sociedad tibetana. La administración y el gobierno tibetano fueron reestructurados por la potencia ocupante que suprimió por decreto el poder del Dalái lama y del Panchen Lama. Desde 1965, el Tíbet es una región autónoma de la República Popular China. A partir de entonces, se han sucedido numerosas manifestaciones reivindicativas de autonomismo, siempre bajo las directivas y la influencia del Dalái lama y de sus pontífices, sin embargo, a la vez la calidad de vida mejoró tras el fin del gobierno teocrático feudal y los tibetanos viven mejor ahora que antes, sacando de la pobreza a millones de personas desde aquel entonces.

## Características del régimen feudal tibetano
En el antiguo Tíbet, el campesinado estaba ligado de manera hereditaria a los dominios de los señores nobles y monásticos y al gobierno tibetano, únicos terratenientes, a los que debía regalías en dinero o en especie y corveas. Según testimonios directos de la época, occidentales o tibetanos, y tibetólogos, esta situación suele ser calificada como servidumbre y, en el caso del servicio doméstico perteneciente a una casa, de esclavitud.
El antropólogo norteamericano Melvyn C. Goldstein estudió a partir de 1965 el tipo de servidumbre en vigor bajo la teocracia tibetana, cuando aún sobrevivían numerosos tibetanos refugiados en la India que habían conocido este régimen y a los que se podía entrevistar. Tras dos años de estudios, concluyó que la organización tradicional de la sociedad del Tíbet era una variante de la servidumbre repartida en tres niveles: los khral-pa, siervos que arrendaban tierras a una hacienda a cambio de regalías y estaban sujetos a pesadas obligaciones; los dud chung, que estaban ligados a una hacienda pero sin tierras por lo que tenían menos obligaciones; y los nangsen, que eran personal doméstico ligado de manera hereditaria a la casa de un señor.
La tibetóloga francesa Katia Buffetrille, por su parte, declara que en el antiguo Tíbet la sociedad estaba muy jerarquizada, con una clara separación entre religiosos y laicos, y sólo el Estado, el clero y los nobles podían poseer tierras. Indica además que «No se trataba de un sistema ideal, pero no tenía nada que ver con la esclavitud» precisando que «el témino 'siervos' aplicado a los campesinos es constestado por algunos tibetólogos occidentales que prefieren hablar de 'gente del común' o 'sujetos' […]. De hecho, los campesinos, que eran la gran mayoría de la población, estaban hereditariamente ligados a la tierra. A pesar de esta estructura que puede parecer rígida, existía una gran flexibilidad. Los campesinos tenían deberes pero disfrutaban también de derechos».
En 1959, el gobierno chino, según A. Tom Grunfeld, repartía la población tibetana de la siguiente manera: nobleza 5 %, clero 15 %, nómadas 20 %, siervos 60 % (de los que 45 % debían pagar regalías, 45 % con «franquicias humanas» (human bail) y 10 % de diversos tipos). En 2009, la historiografía oficial china determinó que la población sierva y esclava equivalía a 95 % del total, los khral-pa y los dud chung a 90 % de la población y los nangsen a 5 %. Estos últimos eran esclavos y no siervos.
En la primera década de 1900, ante el importante número de siervos (mi ser) huidos que no querían o no podían obtener una franquicia humana, y la cantidad de tierras sin labrar en un país infrapoblado, el decimotercer dalái lama creó una oficina estatal de la Agricultura que permitía a los siervos que habían huido de la finca a la que pertenecían de pasar a depender de la Oficina mediante el pago de un derecho. Muchos siervos acudieron ya que así podían cambiar legalmente de señor, y pasaron a depender de la Oficina. Pero para no perjudicar el sistema de servidumbre al uso, se fue reduciendo el alcance de esta nueva medida y se asignaron los siervos a las propiedades donde faltaba mano de obra, convirtiéndolos en siervos de las fincas estatales.
El decimocuarto dalái lama emplea los términos 'siervo' y 'feudal' para describir el Tíbet de antes de 1950, si bien 'siervo' le parece excesivo. Reconoce que en un principio desconocía la palabra, y que uno de los aspectos negativos de la reincarnación es que cuando se transmiten las riquezas de una institución, estas incluyen a los siervos, lo que acarrea mucho sufrimiento. Cuando a principios de la década de 1950 estableció el Comité de reformas (Legtcheu Lekkoung), las primeras medidas adoptadas fueron suprimir las tasas sobre los caballos (cuando unos aristócratas u oficiales pasaban por una carretera, los campesinos que vivían cerca estaban obligados a suministrarles caballos gratuitamente) y las deudas hereditarias que arruinaban siervos durante generaciones y los mantenía ligados a la familia de un señor. Se planeaba también transferir las fincas de las familias ricas al Estado, lo que equivaldría a liberar los siervos. Iban a ser reformas progresivas pero el gobierno chino no las apoyó, dado que tenía otros planes para modernizar el país.
De hecho, en el marco de las reformas democráticas aprobadas por el gobierno central chino en mayo de 1959, el Comité Preparatorio para el Establecimiento de la Región Autónoma de Tíbet aprobó el 17 de julio en Lhasa una resolución que la Asamblea Nacional Popular había votado en Pekín el 28 de abril anterior. Esta resolución suprimió las corveas obligatorias (ulag) y la esclavitud, aprobó una disminución de los alquileres y de los intereses de los préstamos así como la redistribución de las tierras.
Desde 2009, el Tíbet conmemora el Día de la Emancipación de los Siervos cada 28 de marzo.
Existe una controversia en cuanto a los términos adecuados para definir el estatus y las condiciones de vida de parte de los habitantes del antiguo Tíbet, en la que los historiadores y universitarios no se ponen de acuerdo sobre si el concepto de servidumbre, en el sentido europeo de la palabra, es aplicable. Este debate se ha convertido en un argumento político de peso en la confrontación entre la República Popular China y el gobierno tibetano en el exilio.